# Ingeniero Automotriz del Siglo
El Ingeniero de automóviles del siglo fue un premio internacional otorgado al ingeniero de automóviles más influyente del siglo XX. El proceso electoral fue supervisado por la Global Automotive Elections Fundation.
El ganador, Ferdinand Porsche, fue anunciado en una gala de premios celebrada el 18 de diciembre de 1999 en Las Vegas.

## Proceso de selección
El proceso para decidir el "Ingeniero automotriz del siglo" comenzó con la lista de candidatos que figura a continuación:
| Nombre                 | Notable por                                                                                           |
| ---------------------- | --- |
| Béla Barényi           | Trabajo sobre la seguridad del automóvil en Daimler AG                                                |
| Walter Owen Bentley    | Soluciones innovadoras                                                                                |
| Carl Benz              | Acreditado con la creación del primer automóvil construido en el mundo en 1886                        |
| Marc Birkigt           | Hispano-Suiza H6                                                                                      |
| Ettore Bugatti         | Automóviles Bugatti                                                                                   |
| Colin Chapman          | Soluciones técnicas innovadoras y radicales con Lotus Cars                                            |
| Gottlieb Daimler       | Pionero del motor de combustión interna                                                               |
| Rudolf Diesel          | El motor diésel                                                                                       |
| William Edwards Deming | Producción de automóviles revolucionada con el control estadístico de procesos                        |
| Henry Ford             | Pionero del automóvil, emprendedor y visionario industrial                                            |
| Dante Giacosa          | Innovaciones en Fiat                                                                                  |
| Walter Hassan          | Innovación en motores con Coventry Climax y Jaguar                                                    |
| Nicolas Hayek          | Padre del concepto de automóvil MCC Smart                                                             |
| Alec Issigonis         | Formato innovador del Mini                                                                            |
| Vittorio Jano          | Innovaciones en el automóvil                                                                          |
| Spencer King           | Concibió el concepto del todoterreno de lujo con el Range Rover                                       |
| Frederick Lanchester   | Pionero del automóvil, fundador de la Lanchester Motor Company                                        |
| Hans Ledwinka          | Pionero en una configuración avanzada del chasis con Tatra, que allanó el camino al Volkswagen Tipo 1 |
| André Lefèbvre         | Automóviles Citroën                                                                                   |
| Harry Mundy            | Innovador de motores con Coventry Climax, Lotus y Jaguar                                              |
| August Otto            | Acreditado con la creación del primer motor práctico de cuatro tiempos                                |
| Ferdinand Porsche      | Innovador automotriz y creador de Volkswagen                                                          |
| Henry Royce            | El genio de la ingeniería detrás de Rolls-Royce                                                       |
| Rudolf Uhlenhaut       | Automóviles Mercedes-Benz                                                                             |
| Gabriel Voisin         | Innovación en motores y automoción                                                                    |
| Felix Wankel           | Perfeccionó el concepto del motor rotativo con NSU                                                    |

El siguiente paso fue que un jurado de 132 periodistas profesionales del sector automotriz, de 33 países diferentes, bajo la presidencia de Lord Montagu de Beaulieu, redujera la lista a 5. El resultado fue anunciado en noviembre de 1999. Finalmente, los cinco fueron sometidos a la votación del jurado, de la que se obtuvo el ganador absoluto.